# Волака
Волака (словен. Volaka) — поселення в общині Гореня вас-Поляне, Горенський регіон, Словенія. Висота над рівнем моря: 459,6 м.